# Sergio Padt
Sergio Vincenzo Roberto Padt (* 6. Juni 1990 in Amsterdam) ist ein niederländischer Fußballtorhüter, der bei Ludogorez Rasgrad in der Parwa liga spielt.

## Karriere

### Verein
Sergio Padt ist italienischer Abstammung, wurde aber in den Niederlanden in Amsterdam geboren. Im Alter von neun Jahren begann er mit dem Fußballspielen beim römisch-katholischen Leichtathletikverband RKSV Pancratius, vier Jahre später ging er zum SV Hoofddorp.  2007 folgte dann der Wechsel in die Jugendakademie von Ajax Amsterdam.
Dort erhielt er letztendlich im März 2008 einen Profivertrag. Im Januar 2010 kam es zunächst zu einem Leihgeschäft, wo Padt Spielpraxis sammeln sollte. Beim HFC Haarlem sollte er jedoch nur zu einem Ligaeinsatz gegen Excelsior Rotterdam am 22. Januar kommen, da der Verein nur wenige Tage später aufgrund von finanziellen Problemen vom Spielbetrieb abgemeldet wurde. Padt kehrte daraufhin für den Rest der Saison zu Ajax zurück, kam dort bei den Profis allerdings nicht zum Einsatz. Zur Saison 2010/11 unterschrieb er erst bei neuen Vertrag bei Ajax und wurde anschließend an die Go Ahead Eagles Deventer ausgeliehen. Sein Debüt gab er dort am 16. August gegen Sparta Rotterdam. Er blieb bis zum Ende der Saison Stammtorwart bei den Eagles und absolvierte insgesamt 34 Ligaspiele.
Zu Beginn der Sommertransferperiode 2011 wurde sein Wechsel zum belgischen Verein KAA Gent bekannt. Er unterschrieb dort zunächst einen Zwei-Jahres-Vertrag. Sein Debüt in der Jupiler Pro League folgte jedoch erst am 27. November 2011, beim 2:0-Sieg über den KRC Genk.
Im Jahr 2014 wechselte Sergio zum FC Groningen und trat die Nachfolge von Marco Bizot an. Mit Groningen gewann er direkt in seiner Debütsaison zum ersten Mal in der Geschichte des Vereins den KNVB-Pokal gegen den amtierenden Pokalsieger PEC Zwolle (2:0) und qualifizierte sich damit für die UEFA Europa League.
Nach sechs Jahren beim FC Groningen unterzeichnete er im Mai 2021 einen Vertrag beim bulgarischen Verein Ludogorez Razgrad. Mit Razgrad konnte er bisher zweimal in Folge die Meisterschaft sowie Pokal und Supercup gewinnen.

### Nationalmannschaft
2006 debütierte Padt erstmals in der niederländischen U17-Auswahl. 2007 nahm er an der U-17-Fußball-Europameisterschaft teil und stand in allen Vorrundenspielen von Beginn an im Tor. In einer Gruppe mit Belgien (2:2), England (2:4) und Island (3:0) erreichte die Niederlande allerdings nur den dritten Platz und konnte sich damit nicht für die Endrunde qualifizieren.
2009 gehörte Padt zum erweiterten Kreis der niederländischen U21-Auswahl. Zu dieser Zeit war allerdings Tim Krul die Nummer 1 im Tor der Jong Oranje. Seine erste Kadernominierung erfolgte im Rahmen des Qualifikationsspiels für die U-21-Fußball-Europameisterschaft 2011 gegen Finnland. Sein Debüt gab er dann am 18. Mai 2010 gegen Portugals U21.
Im Mai 2018 wurde er in den Kader der A-Nationalmannschaft für die Freundschaftsspiele gegen die Slowakei und Italien berufen, kam jedoch nicht zum Einsatz.

## Titel und Erfolge
FC Groningen
- KNVB-Pokal (1): 2014/15

Ludogorez Razgrad
- Parwa liga (2): 2021/22 und 2022/23
- Bulgarischer Fußballpokal (1): 2023
- Bulgarischer Fußball-Supercup (2): 2021 und 2022